# Liu Xiaobo
Liu Xiaobo (刘晓波, Changchun, 28 december 1955 – Shenyang, 13 juli 2017) was een Chinees mensenrechtenactivist. Hij kreeg in 2010 de Nobelprijs voor de Vrede voor zijn "lange en vreedzame strijd voor fundamentele mensenrechten in China". Op het moment van toekenning zat Liu gevangen; hij werd op 8 december 2008 opgepakt en ruim een jaar later, op 25 december 2009, veroordeeld tot elf jaar gevangenisstraf. De reden daarvoor was zijn betrokkenheid bij het opstellen van Charta 08, een manifest voor democratisering in China. 

## Levensloop

### Tot 2008
Liu was docent literatuur aan een lerarenopleiding in Peking. Bij het begin van het Tiananmen-protest in april 1989 was hij op studiereis in de Verenigde Staten. Hij keerde naar China terug en was op 4 juni, de dag dat de protesten bloedig werden neergeslagen, in hongerstaking op het plein. Hij werd op 6 juni gearresteerd en bracht anderhalf jaar in de gevangenis door. Pas toen verklaarde een gerechtshof hem schuldig, zonder overigens op te helderen op welke gronden hij terechtstond. Het hof liet hem meteen daarna vrij. Daarna werd het hem onmogelijk gemaakt artikelen te publiceren waarin een politieke mening naar voren zou komen. Daarom begon hij aan een grootschalig project waarin hij al vijftienhonderd mensen heeft gevraagd naar hun ideeën over de massacultuur. Liu stelde dat de inschikkelijke aard van die massacultuur een grote bedreiging is voor de maatschappelijke toekomst van China. Hij schreef dat China een groot amusementspark is geworden waarin men zich richt op een middelmatigheid die waarschijnlijk nergens in de wereld zijn gelijke kent: ... Misschien zullen we op een dag democratie en vrijheid hebben, maar tegen die tijd zullen we geen ziel meer hebben.
In 1995 bracht hij acht maanden in gevangenschap door. In 1996 kwam hij vanwege zijn kritiek op de regering voor drie jaar in een werkkamp terecht. Een dergelijk besluit tot hervorming door arbeid is in China een beschikking van het Bureau voor Openbare Veiligheid, waaraan geen rechter te pas komt. Toen hij in 1999 vrij kwam, was internet in China beschikbaar geworden. Waar Liu voorheen was aangewezen op buitenlandse vrienden om zijn artikelen te kunnen faxen, werd hij nu cyberdissident. Hij noemde internet Gods geschenk aan China.
In 2003 werd hij gekozen tot voorzitter van de Chinese afdeling van de internationale schrijversorganisatie PEN. Liu is ook dichter. Veel van zijn gedichten zijn opgedragen aan zijn vrouw Liu Xia, zoals het gedicht 'Voor Xia' uit 1997, toen hij in een kamp voor heropvoeding verbleef: Geef me één druppel regen / die de betonnen vloer laat glanzen / geef me één straal licht / die laat zien wat de bliksem wil / Zeg me één woord / en je opent deze deur / waardoor de nacht naar huis kan gaan.

### Arrestatie in 2008

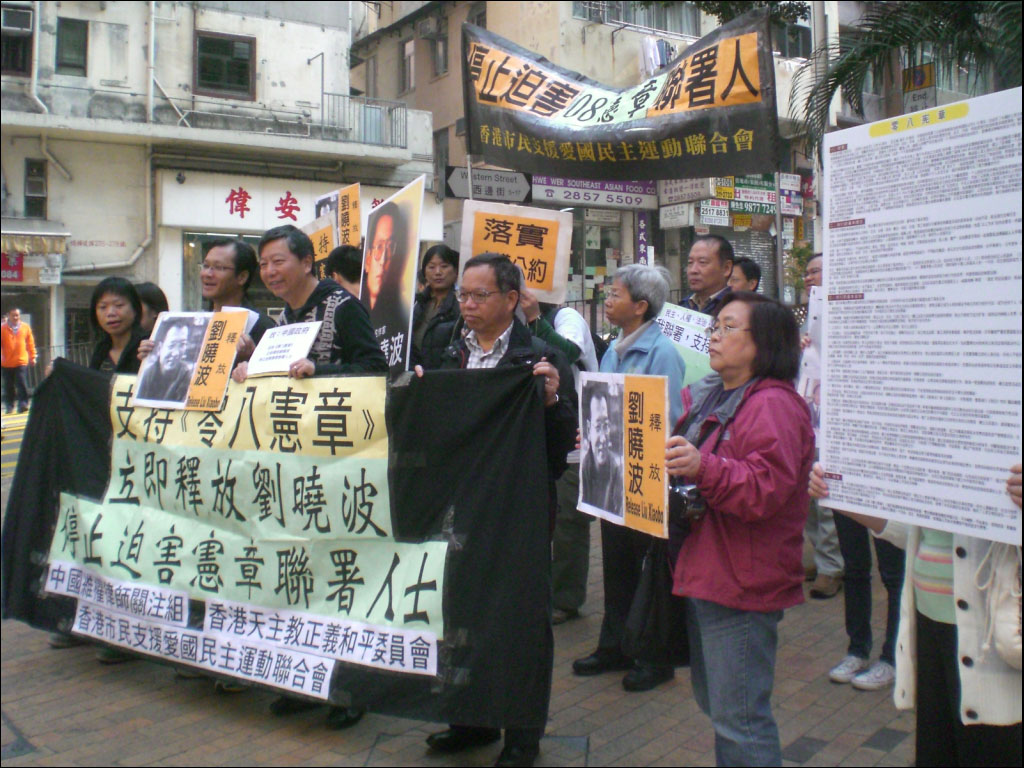
Protestdemonstratie in Hongkong voor de vrijlating van Liu, 14 december 2008

Eind 2008 was Liu een van de initiatiefnemers van de tekst van Charta 08, een manifest dat opriep tot een nieuwe grondwet met bescherming van de mensenrechten. De open brief had bij verschijning driehonderd ondertekenaars, onder wie rechters, academici, leraren, schrijvers en enkele leden van de Communistische Partij. Later zou het aantal ondertekenaars groeien tot meer dan tienduizend. Vrijheid is de kern van alle universele rechten, waaronder die op vrijheid van meningsuiting, publicatie, geloof, beweging, vereniging en vergadering. Mensenrechten worden niet toegekend door de staat, ze zijn rechten die iedereen geniet vanaf de geboorte. Democratie betekent dat de overheid wordt gekozen door het volk. Het manifest werd wereldkundig op 10 december 2008, dag van de mensenrechten. Twee dagen eerder was Liu thuis door veiligheidsagenten opgehaald. Pas zeven maanden later, in juni 2009, erkende de politie van Peking Liu's gevangenschap. Op 10 december 2009 werd hij formeel aangeklaagd wegens het aanzetten tot omverwerping van de staat. Medewerkers van diverse ambassades wilden zijn proces bijwonen, maar ze werden niet toegelaten. Op 25 december werd Liu veroordeeld tot elf jaar gevangenisstraf. Het proces duurde twee uur en Liu's advocaten kregen in totaal niet meer dan veertien minuten om zijn belang te bepleiten. Ook andere ondertekenaars van Charta 08 kwamen in gevangenschap. In de laatste openbare verklaring die hij voor zijn veroordeling mocht afleggen, 23 december 2009, verklaarde hij: Ik heb geen vijanden en ik voel geen haat. .... Ik hoop dat ik het allerlaatste individu zal zijn dat wordt onderdrukt in China's eeuwenlange inquisitie en dat na mij niemand meer om zijn woorden zal worden gestraft. De vrijheid van meningsuiting is het fundament van de mensenrechten, de wortel van de menselijkheid, de moeder van de waarheid. De vrijheid van meningsuiting uitbannen is de mensenrechten vertrappen, de menselijkheid smoren, de waarheid onderdrukken.
Liu werd gevangengezet in Liaoning in het noordoosten van China, de regio waar hij vandaan komt. Zijn vrouw mocht hem daar één uur per maand bezoeken. In september 2011 kreeg hij toestemming om de gevangenis even te verlaten, zodat hij bij de begrafenis van zijn vader kon zijn.

#### Politieke reacties
Het voorzitterschap namens de Europese Unie vaardigde op 26 juni 2009 een verklaring uit over de "vervolging van de heer Liu Xiaobo": In het licht van het bij de Chinese grondwet gegarandeerde recht van vrije meningsuiting en in overeenstemming met de bepalingen van het ICCPR dat China in 1998 heeft ondertekend, roept de Europese Unie China op de vervolging van de heer Liu Xiaobo te staken en hem onmiddellijk vrij te laten.
De Amerikaanse regering had in december 2009 ook al haar bezorgdheid geuit.

### Nobelprijs
Liu werd in januari 2010 voorgedragen als kandidaat voor de Nobelprijs door onder anderen Václav Havel en Desmond Tutu. Er kwam een open brief van meer dan honderd vooraanstaande Chinese activisten die de kandidatuur van Liu steunden. Perry Link, een van de bekendste sinologen van de VS, zei over de mogelijke toekenning van de prijs: "Het groot belang van zo'n eerbetoon zou in mijn ogen zijn dat het miljoenen Chinezen, zowel in de Volksrepubliek als daarbuiten, steunt in het idee dat China méér is dan alleen de Communistische Partij." Vooraf waarschuwde de Chinese regering het Noorse Nobelcomité om Liu Xiaobo niet de prijs toe te kennen.
Veertien Chinezen in ballingschap, onder wie voormalige politieke gevangenen, keerden zich in een brief tegen de mogelijke toekenning omdat Liu te "matig" zou zijn voor het regime en de gevangengezette aanhangers van de Falun Gong "had laten vallen". Volgens hen was het comité juist gezwicht voor de druk uit Peking, door een dissident te kiezen die met de regering wil samenwerken.
Op 8 oktober 2010 maakte het Noorse Nobelprijscomité de toekenning van de Nobelprijs van de Vrede aan Liu Xiaobo bekend. Het verklaarde in een toelichting: China's nieuwe status brengt toenemende verantwoordelijkheid met zich mee. China maakt zich schuldig aan schending van verscheidene internationale verdragen waaronder het land zijn handtekening heeft gezet, en ook van bepalingen betreffende politieke rechten in de eigen wetgeving. ... Liu Xiaobo zet zich al meer dan twee decennia in voor fundamentele mensenrechten, ook in China. ... De campagne voor universele mensenrechten wordt door vele Chinezen gevoerd, zowel binnen als buiten het land. Door de zware straf die hem is opgelegd, is Liu het meest vooraanstaande symbool van deze inzet geworden.
Nooit eerder heeft een inwoner van het vasteland van de Volksrepubliek China een Nobelprijs gekregen. De veertiende dalai lama, in ballingschap, werd met de Nobelprijs onderscheiden in 1989, enkele maanden na het neerslaan van de studentendemonstraties in Peking.
Liu droeg de Nobelprijs op aan de slachtoffers van het Tiananmen-protest in 1989, zo meldde Human Rights in China, een in de VS gevestigde groepering, enkele dagen na de toekenning.

#### Reacties
Na de uitreiking pleitte de Amerikaanse president Barack Obama voor de directe vrijlating van Liu Xiaobo. Hij noemde hem een overtuigende en dappere verdediger van mensenrechten en democratie.
De Chinese regering noemde de toekenning obsceen en zei dat Liu een misdadiger was die zijn straf moest uitzitten. ... Liu's activiteiten zijn diametraal tegenovergesteld aan de doelstelling van de Nobelprijs.
In 2011 werd de wereldwijde lezing opgedragen aan Liu Xiaobo. De wereldwijde lezing is een initiatief van de in Berlijn gevestigde Peter-Weiss-Stiftung, die op 20 maart 2006 de eerste wereldwijde lezing op de 'Dag van de Politieke Leugen' organiseerde. Op 20 maart wordt wereldwijd in meer dan 60 steden en verschillende landen werk van dichter Liu voorgedragen. De oproep ‘Vrijheid voor Liu Xiaobo’ is door meer dan 700 schrijvers wereldwijd, inclusief bekende schrijvers als de Nobelprijswinnaars John M. Coetzee, Nadine Gordimer, Herta Müller, Elfriede Jelinek, alsook Breyten Breytenbach, Eliot Weinberger, Salman Rushdie, Vikram Seth, Mario Vargas Llosa, Wolf Biermann en Dave Eggers ondertekend.

#### Directe gevolgen
Op de dag van de bekendmaking riep China de Noorse ambassadeur Svein Saether op het ministerie van buitenlandse zaken, waar het ongenoegen over toewijzing van de Nobelprijs werd geuit. Tegelijkertijd sprak de Noorse staatssecretaris van buitenlandse zaken Erik Lahnstein met de Chinese ambassadeur in Oslo. Chinese diplomaten hadden in de week eraan voorafgaand al duidelijk laten merken dat een eventuele toekenning aan Liu schadelijke gevolgen zou hebben voor Noorwegen. De Noorse handelsdelegatie die zich tijdens de bekendmaking in China bevond, verwachtte echter geen gevolgen voor de handel met China.
In China zelf besteedden de media vrijwel geen aandacht aan de toekenning van de Nobelprijs. Buitenlandse zenders als CNN die door sommigen in China ontvangen kunnen worden gingen bij berichtgeving over de Nobelprijs op zwart. Niettemin werd de bekendmaking in diverse Chinese steden gevierd, waarna de politie tientallen fans oppakte.
Liu Xia, de vrouw van Liu Xiaobo, werd door de Chinese politie meegenomen en uit Peking weggevoerd. Voor haar vertrek vertelde ze aan een reporter van Radio Free Asia dat haar verteld was dat ze naar haar man werd gebracht, maar ze zelf vreesde dat ze buiten Peking onder huisarrest gesteld zou worden.
Noch Liu Xiaobo, noch zijn vrouw Liu Xia, noch zijn broers kregen van de Chinese autoriteiten toestemming de Nobelprijs in Oslo in ontvangst te nemen. De autoriteiten zetten veel druk op ambassadeurs om niet naar de ceremonie op 10 december te komen. In China werd een alternatieve vredespijs geïntroduceerd: de Confuciusprijs voor de Vrede.

### Ziekte en overlijden
Nadat terminale leverkanker bij Liu Xiaobo was geconstateerd, werd hij door de Chinese autoriteiten op 26 juni 2017 overgebracht naar een ziekenhuis in Shenyang. Zijn wens om in een ander land dan China te sterven, werd niet ingewilligd. Liu overleed op 13 juli 2017 op 61-jarige leeftijd aan zijn ziekte. Zijn as werd twee dagen later uitgestrooid op zee. Volgens vrienden wilden de Chinese autoriteiten daarmee verhinderen dat zijn graf een focus van protest zou worden.
Na Carl von Ossietzky was Liu Xiaobo de tweede nobelvredesprijswinnaar die stierf in hechtenis.

## Publicaties verschenen in Nederlandse vertaling
De Geus heeft in 2012 een verzameling van politieke essays van Liu uitgegeven onder de titel Ik heb geen vijanden, ik ken geen haat[dode link]. Het was de eerste keer dat er zoveel werken van Liu vertaald werden. Een aantal belangrijke essays en teksten in deze verzameling zijn:
- delen van Charta 08
- De leugen van het systeem ondergraven door waarheid
- Sekscarnaval: een kritiek op de commerciële cultuur in China
- Spot en parodie: over grappenpolitiek onder het volk in de posttotalitaire dictatuur
- De waardigheid van het leven: over de kwaliteit van leven van de Chinezen
- Gisteren een zwerfhond, vandaag een waakhond

1901: Dunant, Passy ·
1902: Ducommun, Gobat ·
1903: Cremer ·
1904: Institut de Droit International ·
1905: Von Suttner ·
1906: Roosevelt ·
1907: Moneta, Renault ·
1908: Arnoldson, Bajer ·
1909: Beernaert, Balluet d'Estournelles de Constant ·
1910: IPB ·
1911: Asser, Fried ·
1912: Root ·
1913: La Fontaine ·
1917: ICRC ·
1919: Wilson ·
1920: Bourgeois ·
1921: Branting, Lange ·
1922: Nansen ·
1925: Chamberlain, Dawes ·
1926: Briand, Stresemann ·
1927: Buisson, Quidde ·
1929: Kellogg ·
1930: Söderblom ·
1931: Addams, Butler ·
1933: Angell ·
1934: Henderson ·
1935: Von Ossietzky ·
1936: Lamas ·
1937: Cecil ·
1938: Office international Nansen pour les réfugiés ·
1944: ICRC ·
1945: Hull ·
1946: Balch, Mott ·
1947: Friends Service Council, American Friends Service Committee ·
1949: Orr ·
1950: Bunche ·
1951: Jouhaux ·
1952: Schweitzer ·
1953: Marshall ·
1954: Hoog Commissariaat voor de Vluchtelingen (UNHCR) ·
1957: Pearson ·
1958: Pire ·
1959: Noel-Baker ·
1960: Luthuli ·
1961: Hammarskjöld ·
1962: Pauling ·
1963: ICRC, IFRC ·
1964: King ·
1965: UNICEF ·
1968: Cassin ·
1969: Internationale Arbeidsorganisatie ·
1970: Borlaug ·
1971: Brandt ·
1973: Kissinger, Lê Đức Thọ ·
1974: MacBride, Satō ·
1975: Sacharov ·
1976: Williams, Corrigan ·
1977: Amnesty International ·
1978: Sadat, Begin ·
1979: Moeder Teresa ·
1980: Esquivel ·
1981: Hoog Commissariaat voor de Vluchtelingen (UNHCR) ·
1982: Myrdal, Robles ·
1983: Wałęsa ·
1984: Tutu ·
1985: IPPNW ·
1986: Wiesel ·
1987: Arias ·
1988: VN-vredesmacht ·
1989: Gyatso ·
1990: Gorbatsjov ·
1991: Suu Kyi ·
1992: Menchú ·
1993: Mandela, De Klerk ·
1994: Arafat, Peres, Rabin ·
1995: Rotblat, Pugwash Conferences on Science and World Affairs ·
1996: Ximenes Belo, Ramos-Horta ·
1997: ICBL, Williams ·
1998: Hume, Trimble ·
1999: AzG ·
2000: Dae-jung ·
2001: VN, Annan ·
2002: Carter ·
2003: Ebadi ·
2004: Maathai ·
2005: IAEA, El-Baradei ·
2006: Grameen Bank, Yunus ·
2007: Gore, IPCC ·
2008: Ahtisaari ·
2009: Obama ·
2010: Liu ·
2011: Johnson Sirleaf, Gbowee, Karman ·
2012: Europese Unie ·
2013: OPCW ·
2014: Satyarthi, Yousafzai ·
2015: Kwartet voor Nationale Dialoog in Tunesië ·
2016: Santos ·
2017: ICAN ·
2018: Mukwege, Murad Basee ·
2019: Ahmed ·
2020: Wereldvoedselprogramma ·
2021: Ressa, Moeratov ·
2022: Bjaljazki, Memorial, Centrum voor Burgerlijke Vrijheden ·
2023: Mohammadi ·
2024: Nihon Hidankyo